# Bahnhof Beograd
Der Bahnhof Beograd (serbisch Железничка станица Београд Železnička stanica Beograd), auch bekannt als Beograd-Glavna (serbisch Железничка станица Београд Главна Železnička stanica Beograd Glavna, deutsch Belgrad Hauptbahnhof), war ein wichtiger Fernbahnhof der Železnice Srbije in Serbien. Der Bahnhof bestand seit 1884 und bediente bis zum 30. Juni 2018 den Fern- und Regionalverkehr sowie den Rangierbetrieb.
Nachdem der erste Bauabschnitt des neuen Belgrader Bahnhofs, Beograd Centar am 26. Januar 2016 beendet wurde, erfolgte die phasenweise Übernahme des gesamten Personenverkehrs vom Bahnhof Beograd nach Beograd Centar bis Ende Juni 2018. Der Eisenbahnbetrieb im Bahnhof Beograd wurde daraufhin zum 1. Juli 2018 eingestellt, um auf dem Gelände die komplette Eisenbahninfrastruktur zugunsten des Großprojekts Belgrade Waterfront rückzubauen.
Die 2020 renovierte Bahnhofshalle soll in Zukunft als Museum der mittelalterlichen Geschichte Serbiens dienen. Vor dem Haupteingang entstand dort bis Ende Dezember 2020 auf dem umgestalteten Savski Trg eine bronzene Großplastik mit der Darstellung Stefan Nemanjas. Die Plastik ist ein Entwurf des russischen Bildhauers Alexander Rukawischnikow.

## Lage
Der ehemalige Bahnhof Beograd liegt im Stadtteil Savski Venac am Saveufer. Vom Bahnhofsgebäude führen die Straßen Balkanska ulica zum Terazije sowie die Nemanjina ulica zur Slavija. Der Bahnhof ist über die Brücke Stari Savski Most auch aus Novi Beograd zu erreichen. Momentan befindet sich auch noch der zentrale Busbahnhof an der Station.
Er liegt auf der künstlich geschaffenen Aufschüttungsfläche im ehemaligen sumpfigen Auengebiets „bara Venecija“, für deren Melioration von 1878 bis 1910 Sedimente aus der Lokalität Prokop am Topčidersko brdo beschafft wurden. Die Fläche wurde mit den 4–5 m mächtigen mergeligen Sedimenten aufgeschüttet, um hierauf die inzwischen abgebaute Eisenbahninfrastruktur zu errichten. Trotz der erfolgten Aufschüttungen über den in situ gebildeten alluvialen Sedimenten der Save-Aue, blieb das Gebiet über die gesamte Betriebsdauer des Bahnhofs stark hochwassergefährdet. Bei jedem der alle 10 Jahre auftretenden Hochwasserereignisse wurden die Gleisanlagen teilgeflutet. Stärkere Überschwemmungen bis über den Savski trg in die Karađorđeva ulica waren unter anderem 1940 und 1980 verzeichnet worden. Der Bahnhof besaß dadurch keine unterirdisch gebauten Magazine, die Keller im Gebäude waren durch den nah der Oberfläche anstehenden Grundwasserspiegel seit langer Zeit nicht mehr nutzbar.

## Geschichte

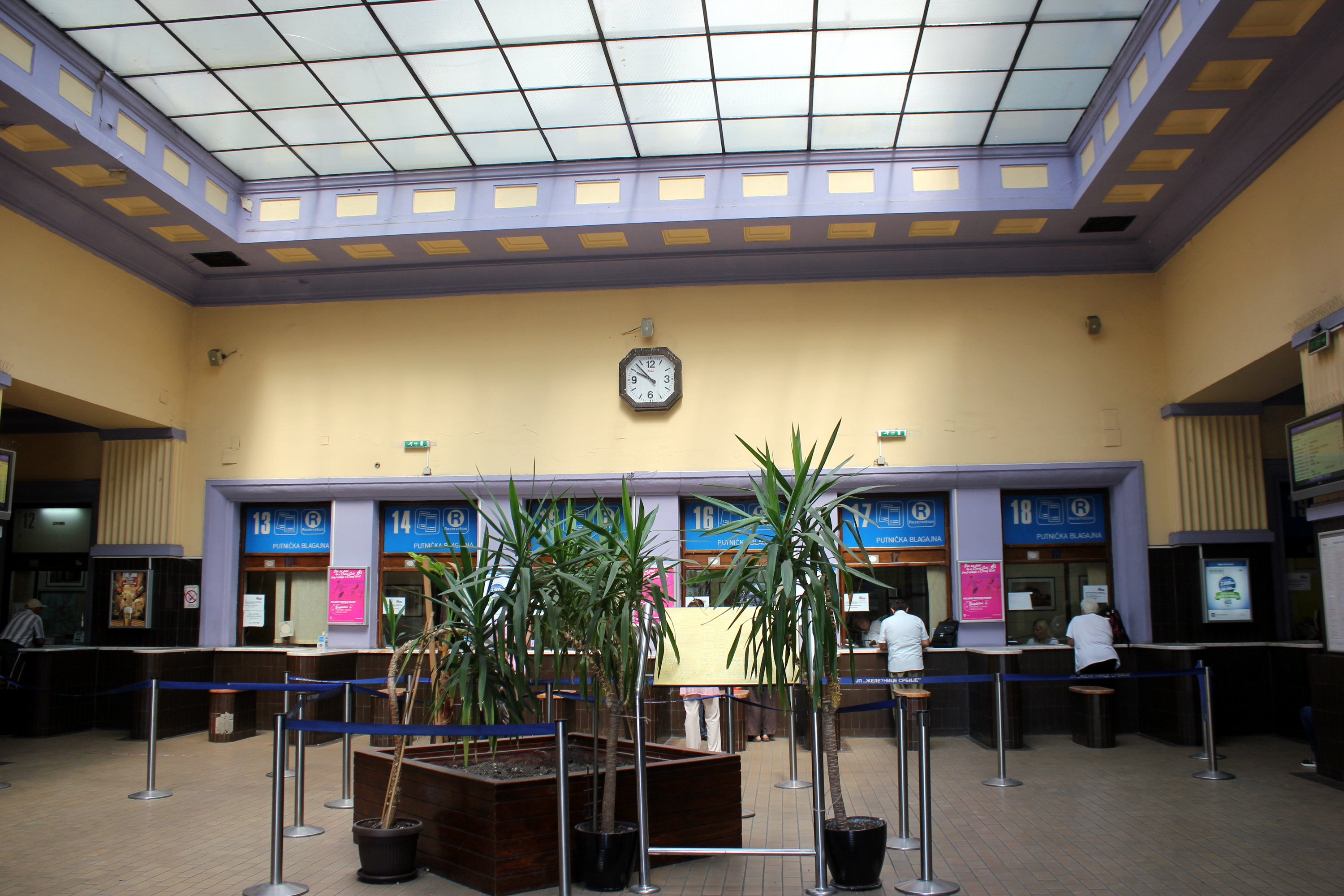
Schalterhalle des Hauptbahnhofs (2015)

Der Bahnhof Beograd wurde als Belgrader Hauptbahnhof zwischen 1881 und 1884 unter Fürst Milan Obrenović gebaut. Am 21. August 1884 wurde die Eisenbahnbrücke über die Save fertiggestellt, die den Verkehr mit Zemun und Pest bedienen sollte (die Trasse Zemun–Savebrücke wurde am 15. September 1888 vollendet). Am 23. August wurde mit dem ersten Zug auf der Bahnstrecke Belgrad–Niš der Bahnhof offiziell eingeweiht und am 3. September dem öffentlichen Verkehr übergeben. Belgrad wurde somit nachfolgend mit Niš (1884), Pest (1884), Skopje (1888), Sofia (1888), Istanbul (1888) und Zagreb (1891) verbunden. Der erste Zug von Pest nach Istanbul verkehrte am 12. August 1888. Der Orient-Express fuhr erstmals am 28. Oktober 1888 von Paris aus. Am 16. Januar 1916 ersetzte dann der Balkan-Express den seit Kriegsausbruch 1914 nicht mehr verkehrenden Orient-Express. Er wurde für die Elite aus Politik, Militär und Wirtschaft eingeführt und aus hochwertigen Schlaf- und Sitzwagen gebildet, die teilweise aus dem beschlagnahmten Bestand der CIWL stammten. Mit der Niederlage der Mittelmächte im Ersten Weltkrieg wurde der Balkanzug wieder eingestellt, die CIWL führte 1920 den Simplon-Orient-Express ein. Für diesen wie auch für weitere, nach dem Zweiten Weltkrieg eingeführte Fernverbindungen nach Nord- und Westeuropa wie bspw. den Hellas-Express, den Meridian oder den Istanbul-Express blieb Beograd einer der wichtigsten Haltebahnhöfe.
Ab Anfang der 1970er Jahre erfolgte eine umfassende Rekonstruktion der Eisenbahninfrastruktur von Belgrad im sogenannten Eisenbahnknoten Belgrad. Dabei war der völlige Ersatz des historischen Bahnhofes vorgesehen. Durch die schleppende Fertigstellung des als neuen zentralen Bahnhof gedachten Bahnhofs Belgrad Zentrum wurden die Züge nach jahrzehntelangem Parallelbetrieb vom alten zum neuen Bahnhof verlegt, der Großteil des Verkehrs im Dezember 2017. Danach bestand der bisherige Bahnhof Beograd noch einige Monate in verkleinerter Form fort. Er wurde in dieser Zeit insbesondere für den internationalen Fernverkehr, für protokollarische Zwecke und touristisch genutzt. Letztlich soll er in ein Museum umgewandelt werden. Zurückgebaut wurde auch die Eisenbahninfrastruktur des Güterbahnhofs. Der letzte Güterzug verließ Beograd am 9. Juni 2016 nach Rijeka. Damit wurde der Güterverkehr eingestellt. Endgültig wurde der Bahnhof Beograd am 30. Juni 2018 geschlossen.

## Kulturdenkmal
Das Gebäude stellte zur Zeit des Baus einen der monumentalsten Bauten und Symbole der Hauptstadt dar. Das Gebäude ist im Geist des Akademismus, repräsentativ, mit gegliederter Grundlage, geformt. Über die architektonische Komposition dominiert der mittlere klassizistische Risalit des Haupteingangs. Er ist durch ein dreieckiges Tympanon erhöht.

## Betrieb
Wegen der Anlage als Kopfbahnhof war bei den wenigen durchlaufenden Zügen ein Lokwechsel erforderlich. Im Regionalverkehr wurden zuletzt in der Regel elektrische Triebzüge eingesetzt. Zusätzlich bestand eine Verlademöglichkeit von Kraftfahrzeugen, die für Autoreisezüge genutzt wurde.

### Fernverkehr
Im Fahrplan 2010/2011 gab es in Beograd folgende Abfahrten zu Intercity- und Fernverkehrszielen:
| Zug     | Strecke | Sonderinformation |
| ------- | --- | --- |
| EC 210  | Beograd – Zagreb Glavni kol. – Ljubljana – Villach Hbf – Salzburg Hbf – München Hbf (Sava)                        | Linie eingestellt |
| EC 344  | Beograd – Budapest-Keleti – Bratislava hl.st. – Brno hl.n. – Praha hl.n. – (Kurswagen – Moskwa-Kiewskaja) (Avala) | Im letzten Fahrplanjahr 2018 täglich ab 7.20 nach Wien Hbf |
| ICS 513 | Beograd – Rakovica – Lazarevac – Lajkovac – Užice – Priboj – Prijepolje (Zlatibor)                                | |
| ICS 540 | Beograd – Stara Pazova – Inđija – Novi Sad – Subotica (Palić)                                                     | |
| ICS 548 | Beograd – Stara Pazova – Inđija – Novi Sad (Fruška gora)                                                          | |
| D 293   | Beograd – Niš – Sofia (Nušić)                                                                                     | |
| D 337   | Beograd – Niš – Skopje                                                                                            | |
| D 340   | Beograd – Novi Sad – Subotica – Budapest-Keleti – Wien Hbf (Beograd)                                              | Linie seit Fahrplanwechsel am 14. Dezember 2015 erneut in Betrieb, lief zwischenzeitlich von Budapest nach Moskau Smolensker Bf., im letzten Betriebsjahr 2018 Belgrad–Budapest ab 21.40 |
| D 414   | Beograd – Zagreb Glavni kol. – Ljubljana (Kurswagen Venezia Santa Lucia und Zürich HB) (Alpine Pearls)            | Linie bis Venedig eingestellt, verkehrt 2016 ab 11.00 nach Schwarzach St. Veit |
| D 431   | Beograd – Podgorica – Bar (Tara)                                                                                  | 2016 täglich ab 9.20 |
| D 435   | Beograd – Podgorica – Bar (Lovćen)                                                                                | |
| D 451   | Beograd – Vinkovci – Doboj – Sarajevo                                                                             | Linie eingestellt |
| D 491   | Beograd – Niš – Sofia – Istanbul Sirkeci (Balkan)                                                                 | Linie eingestellt, 2016 täglich ab 7.35 bis Sofia |
| D 335   | Beograd – Niš – Skopje – Thessaloniki (Hellas)                                                                    | |

### Regionalverkehr
Neben den oben erwähnten Fernverkehrsverbindungen bediente der Belgrader Hauptbahnhof die Regionalverbindungen nach Šid, Subotica, Niš, Požarevac und Prijepolje. Alle Regionalstrecken wurden dabei von elektrifizierten Dieseltriebzügen befahren. Der Belgrader Hauptbahnhof war nicht an das S-Bahn-Netz der Stadt angebunden. Der kommunale Schienenverkehr bedient die Beovoz- und bg:voz-Haltestellen Centar, Novi Beograd und Vukov Spomenik. Wichtigster Bahnknoten des kommunalen Schienenverkehrs ist dabei der Bahnhof Vukov Spomenik. Zudem verkehren vom Bahnhof Beograd Dunav alle Züge in das Banat (Relation nach Pančevo und Zrenjanin).
Folgende Regionalverkehrslinien verkehrten zuletzt in Beograd:
| Linie | Strecke                                                                                                 | Takt          |
| ----- | --- | ------------- |
| PT    | Beograd – Stara Pazova – Inđija – Novi Sad – Vrbas – Subotica                                           | Einzelne Züge |
| PT    | Beograd – Stara Pazova – Ruma – Sremska Mitrovica – Šid                                                 | Einzelne Züge |
| PT    | Beograd – Resnik – Lajkovac – Valjevo – Požega – Užice – Priboj – Prijepolje (Vrbnik Grenze Montenegro) | Einzelne Züge |
| PT    | Beograd – Jajince – Mala Krsna – Požarevac                                                              | Einzelne Züge |
| PT    | Beograd – Resnik – Mladevovac – Lapovo – Jagodina – Ćuprija – Paračin – Aleksinac – Niš                 | Einzelne Züge |

### Probleme im Betriebsablauf

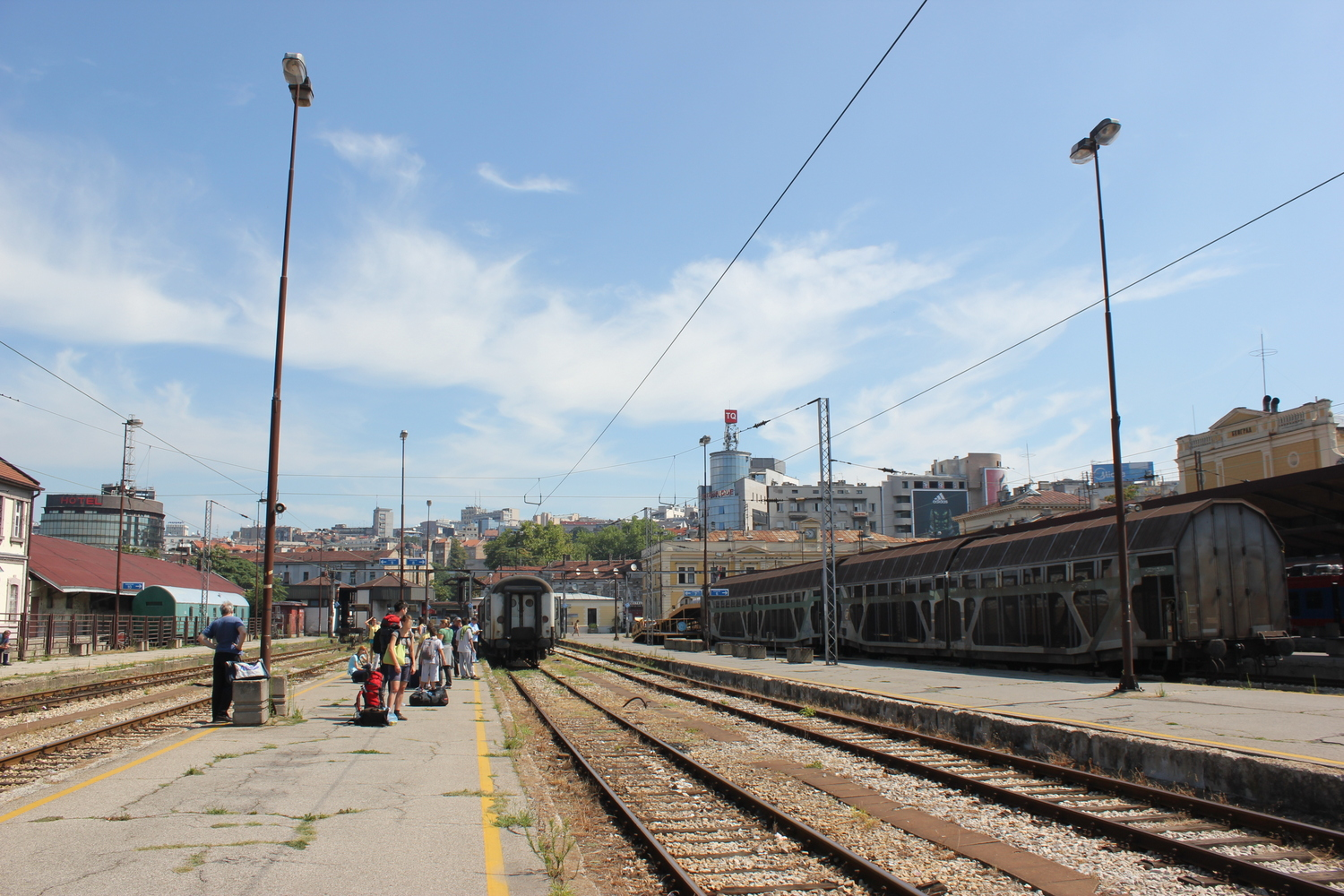
Auf einem der äußeren Bahnsteige (2015)

Seit Einstellung der durchgehenden Streckenverbindungen Ljubljana–Zagreb–Belgrad–Skopje–Thessaloniki (Olympus-Express) 2007 sowie der schon in den 1990ern eingestellten Verbindungen mit dem Hellas-Express und dem Akropolis-Express war der Bahnhof Beograd zuletzt ein Umsteigebahnhof für Zugverbindungen von und nach der Türkei, Bulgarien und Mazedonien und andererseits von und nach Österreich, Ungarn, Slowenien und Kroatien. Da hier aber nur wenige Anschlusszüge bereitgestellt wurden und lange Verspätungen eher die Regel als Ausnahmen waren, kam es insbesondere bei Umstiegen zu Beeinträchtigungen im paneuropäischen Fernverkehr. Diese Probleme waren der begrenzten Kapazität im alten Kopfbahnhof, dem für durchgehende Verbindungen vom ehemaligen Jugoslawien gebauten, aber erst von 2016 bis 2018 in Betrieb gegangenen neuen Bahnhof Beograd Centar sowie dem schleppenden zweigleisigen Streckenausbau und der unterentwickelten Schieneninfrastruktur im Eisenbahnknoten Belgrad anzulasten.